# Calígula (película)
Calígula (Caligola) es una película italo-británica de 1979. Se trata de una historia biográfica, dramática del emperador romano Calígula con elementos eróticos (por momentos, pornográficos) y de comedia negra. La dirigió Tinto Brass, quien aparece en los créditos únicamente como el encargado de la fotografía principal. La protagonizan Malcolm McDowell, Peter O'Toole, John Gielgud y Helen Mirren. El filme retrata la vida del famoso y controvertido emperador romano del mismo nombre. El guion original fue escrito por el autor estadounidense Gore Vidal.
De esta controvertida cinta existen dos versiones: la original del director Tinto Brass, con escenas sexuales, pero apta para la exhibición en salas comerciales, y la versión sin censura de 1984, que en realidad fue extendida a posteriori (sin la autorización del director) por el productor de la cinta, Bob Guccione (fundador de la revista Penthouse). Esta segunda versión incluye escenas explícitas de desnudo integral, de sexo lésbico y homosexual, y otras alusivas al incesto y la zoofilia.
El lanzamiento de Calígula fue controvertido; se encontró con problemas legales y controversias sobre su contenido violento y sexual. Su versión sin cortes sigue siendo prohibida en varios países. Las reseñas de la crítica fueron abrumadoramente negativas. Sin embargo, la actuación de McDowell como el personaje principal y de O'Toole como Tiberio fueron elogiadas. Calígula actualmente es un clásico cinematográfico y también una película de culto y se considera que su contenido político tiene un mérito significativo.
En 2023, el productor Thomas Negovan presentó un «Ultimate Cut» (nuevo montaje) de 178 minutos en el Festival de Cine de Cannes, prescindiendo de las escenas pornográficas añadidas y buscando seguir más de cerca el guion original de Gore Vidal (en lugar de las visiones de Brass o Guccione). Si bien esta nueva versión, con escenas recuperadas, no contó con la autorización del director Tinto Brass, sí satisfizo al protagonista Malcolm McDowell y obtuvo buenas críticas.

## Sinopsis
El impopular emperador romano Tiberio, quien se encuentra enfermo de sífilis y con una salud frágil, también padece de inestabilidad mental y lleva años autoexiliado de Roma. Tiberio, el tío abuelo del joven heredero al trono, Calígula, manda llamar a este último y al hermanastro de Calígula y protegido de Tiberio, Gemelo, para que vayan a verlo a su refugio en las provincias romanas. Allí, Tiberio declara que Calígula será su sucesor, y al mismo tiempo profetiza su muerte y la de Gemelo a manos de Calígula. Poco después Tiberio cae enfermo en su lecho, y durante un momento de convalecencia Calígula decide asesinarlo. Calígula asume inmediatamente el trono del Imperio romano, implantando una era de tiranía y despotismo. A partir de este punto se relatan las excentricidades y excesos de Calígula como emperador.

## Argumento
Una mañana, un mirlo vuela hasta la habitación de Calígula, el joven heredero al trono del Imperio romano, quien considera esto como un mal augurio. Poco después, el jefe de la Guardia Pretoriana, Macro, le dice a Calígula que Tiberio exige su presencia inmediata en Capri, donde el emperador vive temporalmente con su sobrino (y posteriormente emperador) Claudio y el hermanastro más joven de Calígula, Gemelo. Temiendo que una vez allí Tiberio ordene su asesinato, Calígula tiene miedo de ir, pero su hermana y amante, Drusila, lo persuade para que se dirija allí.
En Capri, Calígula descubre que Tiberio se ha vuelto loco, mostrando signos de enfermedades venéreas avanzadas. Tiberio disfruta nadando con jóvenes desnudos y viendo espectáculos sexuales degradantes, que a menudo incluyen a niños y personas deformes. Calígula observa con fascinación y horror este espectáculo. Las tensiones aumentan cuando Tiberio intenta envenenar a Calígula frente a Gemelo. Poco después, harto de las intrigas, el senador Nerva se suicida. Calígula intenta matar a Tiberio, pero pierde el valor en su intento de estrangularlo. Demostrando su lealtad con Calígula, Macro mata a Tiberio con Gemelo como testigo.
Después de la muerte y el entierro de Tiberio, Calígula es proclamado el nuevo emperador. Luego proclama a Drusila como su igual, ante el aparente disgusto del Senado romano. Drusila, temerosa de la influencia de Macro, convence a Calígula para que se deshaga de él. Calígula establece un simulacro de juicio. Nevio es ejecutado en un espantoso juego público y Calígula nombra al exconsejero de Tiberio, Longino, como su asistente personal, al tiempo que declara al dócil senador Querea como el nuevo jefe de la Guardia Pretoriana.
Drusila trata de encontrar a Calígula una esposa entre las sacerdotisas de la diosa Isis, el culto que secretamente practican. Calígula quiere casarse con Drusila, pero ella insiste en que no pueden casarse porque ella es su hermana. En cambio, Calígula se casa con Cesonia, una sacerdotisa y notoria cortesana. Drusila, a regañadientes, apoya su matrimonio. Mientras tanto, a pesar de la popularidad de Calígula con las masas, el Senado expresa su desaprobación por lo que inicialmente parecen ser ligeras excentricidades. Aspectos más oscuros de la personalidad de Calígula emergen cuando tiene un ataque de celos, somete por la fuerza y viola a un novio y una novia en el día de su boda, luego ordenando la ejecución de Gemelo para provocar la reacción de Drusila.
Después de descubrir que Milonia está embarazada, Calígula sufre una fiebre severa. Drusila se encarga de aliviarlo. Justo cuando se recupera por completo, Milonia le da una hija, Julia Drusila. Durante la celebración, Drusila se derrumba con la misma fiebre que sufrió Calígula. Poco después, Calígula recibe otro mal agüero en la forma de un mirlo. A pesar de rezar a Isis desesperadamente, Drusila muere por la fiebre. Inicialmente incapaz de aceptar su muerte, Calígula sufre un ataque de nervios y deambula gritando por el palacio, destruyendo una estatua de Isis mientras se aferra al cuerpo de Drusila.
Ahora en una profunda depresión, Calígula camina por las calles romanas disfrazado de mendigo. Después de un altercado y una breve estadía en una cárcel de la ciudad, Calígula revela su identidad al carcelero y regresa con nuevos bríos al Senado, donde se proclama a sí mismo como un dios. A partir de allí Calígula se empeña en destruir la clase senatorial, que ha llegado a odiar. El nuevo reinado que dirige se convierte en una serie de humillaciones contra las instituciones fundacionales de Roma: las esposas de los senadores son obligadas a trabajar al servicio del Estado como prostitutas, se confiscan las propiedades, se profana la vieja religión y se hace que el ejército emprenda un simulacro de invasión a Britania. Incapaz de tolerar aún más sus acciones, Longino conspira con Casio para asesinar a Calígula.
Calígula entra a su habitación, donde lo espera una nerviosa Milonia. Aparece otro mirlo, pero esta vez solo Milonia tiene miedo de él. A la mañana siguiente, después de ensayar una obra teatral egipcia, Calígula y su familia son atacados en un golpe dirigido por Casio. Al salir del estadio, Milonia y Julia son asesinadas y Casio apuñala a Calígula en el estómago. Mientras los cuerpos de Calígula y de su familia son arrojados por los escalones del estadio y su sangre es lavada del piso de mármol, Claudio es proclamado el nuevo emperador de Roma.

## Reparto
| - Malcolm McDowell: Calígula. - Teresa Ann Savoy: Drusila. - Helen Mirren: Cesonia. - Guido Mannari: Macro. - John Gielgud: Nerva. - Peter O'Toole: Tiberio. - Giancarlo Badessi: Claudio. - John Steiner: Longino. - Paolo Bonacelli: Casio Querea. - Leopoldo Trieste: Caricles. | - Adriana Asti: Ennia. - Mirella Dangelo: Livia. - Richard Parets: Mnéster. - Donato Placido: Próculo. - Osiride Pevarello: Gigante. - Anneka Di Lorenzo: Mesalina. - Lori Wagner: Agripina. - Bruno Brive: Gemelo. - Paula Mitchell: la cantante de Subura. - Davide: el caballo blanco de Calígula. |

## Impacto social y controversia
La pretensión del director Tinto Brass era realizar «una epopeya sobre la orgía del poder, no sobre el poder de la orgía». Sin embargo, el productor de la película, Bob Guccione, quien también es el fundador y editor de la revista Penthouse, terminó cambiando el resultado final para adaptarlo a su propia visión y enfoque del proyecto.
Cinco años después de estrenarse, Guccione produjo una versión «sin cortes» incluyendo escenas pornográficas —coitos, relaciones hetero y homosexuales, eyaculaciones, lluvia dorada, pinceladas de zoofilia y sadomasoquismo— que había filmado con actores de cine pornográfico en 1979, sin conocimiento ni consentimiento del director Tinto Brass.
En Argentina la cinta fue prohibida para el público por la última dictadura cívico-militar (1976-1983), lo cual era irónico, dado que Calígula era una de las películas que más se proyectaban en los casinos militares.
La película suscitó críticas para todos los gustos y quedó implantada en la memoria popular más como un hito del cine erótico que del histórico. La «versión original» fue un fracaso rotundo y la «versión sin censura» ni siquiera llegó a exhibirse en Gran Bretaña, debido a que la entidad encargada de clasificar las cintas la prohibió. En 2007, casi tres décadas después de su prohibición, la Junta Británica para la Clasificación de Películas, aceptó la comercialización íntegra de la cinta por su «interés histórico», revaluándola como «película para adultos».

### 2023: nuevo montaje
En 2020, el productor Thomas Negovan anunció la preparación de un nuevo montaje del filme («Ultimate Cut»), prescindiendo de las escenas pornográficas añadidas por orden de Bob Guccione y buscando seguir más de cerca el guion original de Gore Vidal (en lugar de las visiones de Brass o Guccione). El resultado fue una película de 178 minutos, que se presentó en el Festival de Cine de Cannes de 2023. Si bien esta nueva versión, con escenas recuperadas, no contó con la autorización del director Tinto Brass, sí satisfizo al protagonista Malcolm McDowell y obtuvo buenas críticas.

## Clasificación por edades
| País              | Calificación                                         |
| ----------------- | ---------------------------------------------------- |
| Alemania Oriental | 16                                                   |
| Argentina         | 18                                                   |
| Australia         | R X (vídeo) Prohibido (1980)                         |
| Canadá            | Prohibida (Nueva Escocia) R (Manitoba/Ontario)       |
| Brasil            | 18                                                   |
| Chile             | 21 (versión editada con cortes adicionales) (1983)   |
| España            | X (1980) 18 (no recomendada para menores de 18 años) |
| Estados Unidos    | R (versión editada) X (versión original)             |
| Filipinas         | X                                                    |
| Finlandia         | k-18                                                 |
| Hong Kong         | III                                                  |

| País          | Calificación |
| ------------- | ------------ |
| Italia        | VM18         |
| Islandia      | Prohibida    |
| Noruega       | XXX          |
| Nueva Zelanda | R18          |
| Países Bajos  | 16           |
| Perú          | 18           |
| Reino Unido   | X            |
| Singapur      | R(A)         |
| Suecia        | 15           |
| Colombia      | 18           |
| México        | D            |
| Ecuador       | 18           |
| Venezuela     | D            |
| Japón         | R-18         |